# Eriocaulon inundatum
Eriocaulon inundatum är en gräsväxtart som beskrevs av Harold Norman Moldenke. Eriocaulon inundatum ingår i släktet Eriocaulon och familjen Eriocaulaceae.
Artens utbredningsområde är Senegal. Inga underarter finns listade i Catalogue of Life.